# Jennifer van Dijk-Silos
Jennifer van Dijk-Silos (13 december 1954) is een Surinaams docent, jurist en politicus. Na zeventien jaar als docent aan de Universiteit van Suriname werd ze advocaat bij het Hof van Justitie. Vanaf 2015 was ze anderhalf jaar minister van Justitie en Politie. Van 2017 tot 2020 was ze  speciaal vertegenwoordiger van president Bouterse.

## Biografie
Van Dijk-Silos werd geboren in Suriname en slaagde in 1978 voor haar bachelorgraad in Spaans en Rechten aan de Rijksuniversiteit Groningen. Ze vervolgde haar studie aan de Anton de Kom Universiteit van Suriname waar ze in 1982 de titel van Meester in de rechten behaalde. Aan deze universiteit was ze zeventien jaar lang docent in verbintenissenrecht en zakenrecht. In 1997 behaalde ze er ook haar doctorstitel met een thesis over huurbeschermingsrecht in Suriname. In 1998 vestigde zij zich als advocaat bij het Surinaamse Hof van Justitie.
Van 1987 tot 2015 was zij daarnaast voorzitter van het Onafhankelijk Kiesbureau. In augustus 2015 werd zij benoemd tot minister van Justitie en Politie (JusPol) in het tweede kabinet-Bouterse. Ze volgde hier Edward Belfort op. In maart 2017 zegde president Desi Bouterse het vertrouwen echter in haar op, nadat het Hof van Justitie hem had laten weten geen vertrouwen meer in haar te hebben. De roep om haar aftreden klonk al eerder, toen Van Dijk-Silos zich negatief had uitgelaten over het functioneren van de rechterlijke macht. Van Dijk-Silos motiveerde haar vertrek zelf met de woorden: "Ik had een kapotte plantage overgenomen."
In november 2017 werd Van Dijk-Silos benoemd tot speciaal vertegenwoordiger van president Bouterse. Haar aantreden begon met ophef over het feit dat ze nog steeds in de dienstauto reed van haar ministerschap en nog over enkele andere overheidsvoertuigen beschikte. Ze verklaarde dat ze de auto leende van de president en nu in gebruik heeft als adviseur. Verder zou het gaan om een volgauto met beveiligers en bevond haar man zich in een procedure voor de overname van een auto. Sinds 2018 was ze opnieuw hoofd van het Onafhankelijk Kiesbureau. Hier werd ze in 2018 opgevolgd door Samseerali Sheikh-Alibaks. Rond 2020 was zij voorzitter van het Project Management Team (PMT) dat de uitvoeringsverantwoordelijkheid heeft over de Nationale Risico Analyse.
- International Standard Name Identifier: 0000 0000 3754 3034
- Library of Congress Control Number: n98054407
- Nederlandse Thesaurus van Auteursnamen: 163498857
- Virtual International Authority File: 16541489
- WorldCat: E39PBJqKdBrC8vv87D8RJmP84q